# A. J. Pierzynski
Anthony John "A. J." Pierzynski (/pɪərˈzɪnski/; nascido em 30 de dezembro de 1976) é um jogador profissional de beisebol da Major League Baseball que atuou como catcher. Jogou pelo Minnesota Twins (1998–2003), San Francisco Giants (2004),  Chicago White Sox (2005–2012), Texas Rangers (2013), Boston Red Sox (2014), St. Louis Cardinals (2014) e Atlanta Braves (2015–2016).

## Carreira
Pierzynski possui a maior seqüência de jogos sem erro entre os receptores ativos na Major League Baseball (150). Ele é conhecido por sua "malandragem", já tendo se envolvido em vários lances controversos. Um deles foi com Michael Barrett, receptor do Chicago Cubs, num jogo em 20 de maio de 2006. No mesmo mês, a Sports Illustrated fez um levantamento com 470 jogadores sobre quem eles gostariam de ver beanado. Pierzynski foi o mais votado, com 18%; 42% dos ouvidos na AL Central — divisão do White Sox — votaram nele.
A.J. Pierzynski foi campeão da World Series de 2005 com o Chicago White Sox.
Ozzie Guillén, treinador do White Sox, disse a respeito de Pierzynski: 
Se você joga contra o A.J., o odeia. Se você joga com ele, o odeia menos.